# 40e corps de blindés (Allemagne)
Le 40e corps de blindés (XXXX. Panzerkorps en allemand) était un corps d'armée d'unités blindées (panzers) de l'armée de terre allemande, la Heer, au sein de la Wehrmacht, pendant la Seconde Guerre mondiale.

## Historique
Le XXXX. Panzerkorps est formé le 9 juillet 1942 (sur la base du XXXX. Armeekorps dissous en tant que tel).

De novembre à décembre 1943, il prend le nom de Gruppe Henrici, de janvier à février 1944, le nom de Gruppe Schörner et en mai 1944, le nom Gruppe von Knobelsdorf.
Il combat à Kharkov, participe à l'opération Fall Blau qui l'emmène du bassin du Don jusque sur le Terek dans le Caucase. Au début de 1943, à la suite du retrait allemand du Caucase, il est envoyé vers Rostov, où il participe à la destruction du groupe mobile Popov lors de la troisième bataille de Kharkov. 
Il est plus tard positionné en Roumanie, puis il est transféré en province de Prusse-Orientale et retiré vers Memel au cours duquel il participe au siège de la ville. Il termine la guerre dans le centre de la Silésie.

## Organisation

### Commandants successifs
| Date                                | Grade                                          | Commandant                          |
| ----------------------------------- | ---------------------------------------------- | ----------------------------------- |
| 9 juillet 1942 - 20 juillet 1942    | General der Panzertruppen                      | Georg Stumme                        |
| 20 juillet 1942 - 30 septembre 1942 | General der Panzertruppen                      | Leo Freiherr Geyr von Schweppenburg |
| 31 octobre 1942 - 13 novembre 1942  | Generalleutnant puis General der Panzertruppen | Gustav Fehn                         |
| 13 novembre 1942 - 1er octobre 1943 | Generalleutnant puis General der Panzertruppen | Siegfried Henrici                   |
| 1er octobre 1943 - 11 novembre 1943 | General der Gebirgstruppen                     | Ferdinand Schörner                  |
| 12 novembre 1943 - 15 novembre 1943 | General der Panzertruppen                      | Hermann Balck                       |
| 19 novembre 1943 - 26 novembre 1943 | General der Panzertruppen                      | Heinrich Eberbach                   |
| 27 novembre 1943 - 31 janvier 1944  | General der Panzertruppen                      | Ferdinand Schörner                  |
| 1er février 1944 - 31 août 1944     | General der Panzertruppen                      | Otto von Knobelsdorff               |
| 1er septembre 1944 - 8 mai 1945     | General der Panzertruppen                      | Siegfried Henrici                   |

## Théâtres d'opérations
- Front de l'Est, secteur Sud : Juillet 1942 - Avril 1944
- Roumanie : Avril 1944 - Juillet 1944
- Prusse orientale et Silésie : Juillet 1944 - Mai 1945

## Ordre de batailles

### Rattachement d'Armées
| Date        | Armée          | Groupe d'Armées         |
| ----------- | -------------- | ----------------------- |
| 1942        |                |                         |
| 9 juillet   | 9. Armee       | Heeresgruppe Süd        |
| Août        | 1. Panzerarmee | Heeresgruppe A          |
| 1943        |                |                         |
| 1er janvier | 1. Panzerarmee | Heeresgruppe A          |
| Février     | 1. Panzerarmee | Heeresgruppe Don        |
| 12 février  | 1. Panzerarmee | Heeresgruppe Süd        |
| 1944        |                |                         |
| Janvier     | 6. Armee       | Heeresgruppe Süd        |
| Mars        | 8. Armee       | Heeresgruppe Süd        |
| Avril       | 8. Armee       | Heeresgruppe Südukraine |
| Août        | 3. Panzerarmee | Heeresgruppe Mitte      |
| 1945        |                |                         |
| Janvier     | z. Vfg.        | Heeresgruppe A          |
| Février     | 4. Panzerarmee | Heeresgruppe Mitte      |
| Avril       | 17. Armee      | Heeresgruppe Mitte      |

### Unités subordonnées

#### Unités organiques
- Arko 128
- Korps-Nachrichten-Abteilung 440
- Korps-Nachschubtruppen 440
- Feldgendarmerie-Trupp 440

#### Unités rattachées
11 juillet 1942
- 3. Panzer-Division
- 23. Panzer-Division

22 décembre 1942
- 3. Panzer-Division
- 13. Panzer-Division

7 juillet 1943
- 333. Infanterie-Division
- 46. Infanterie-Division
- 257. Infanterie-Division

26 décembre 1943
- XXIX. Armeekorps
- IV. Armeekorps
- XVII. Armeekorps

16 septembre 1944
- 551. Grenadier-Division
- 201. Sicherungs-Division
- 5. Panzer-Division

28 novembre 1944
- 25. Panzer-Division
- 19. Panzer-Division

1er mars 1945
- Kampfgruppe 25. Panzer-Division
- SS-Brigade Dirlewanger
- Divisions-Stab z.b.V. 608
- 35. SS-Polizei-Grenadier-Division
- Divisions-Stab Matterstock
- Brigade z.b.V. 100

### Sources
- (de) XXXX. Panzerkorps sur lexikon-der-wehrmacht.de